# Podoserpula pusio
Espèce
Podoserpula pusio est une espèce de champignons basidiomycètes de la famille des Amylocorticiaceae. 